# زنده‌باد کبک آزاد

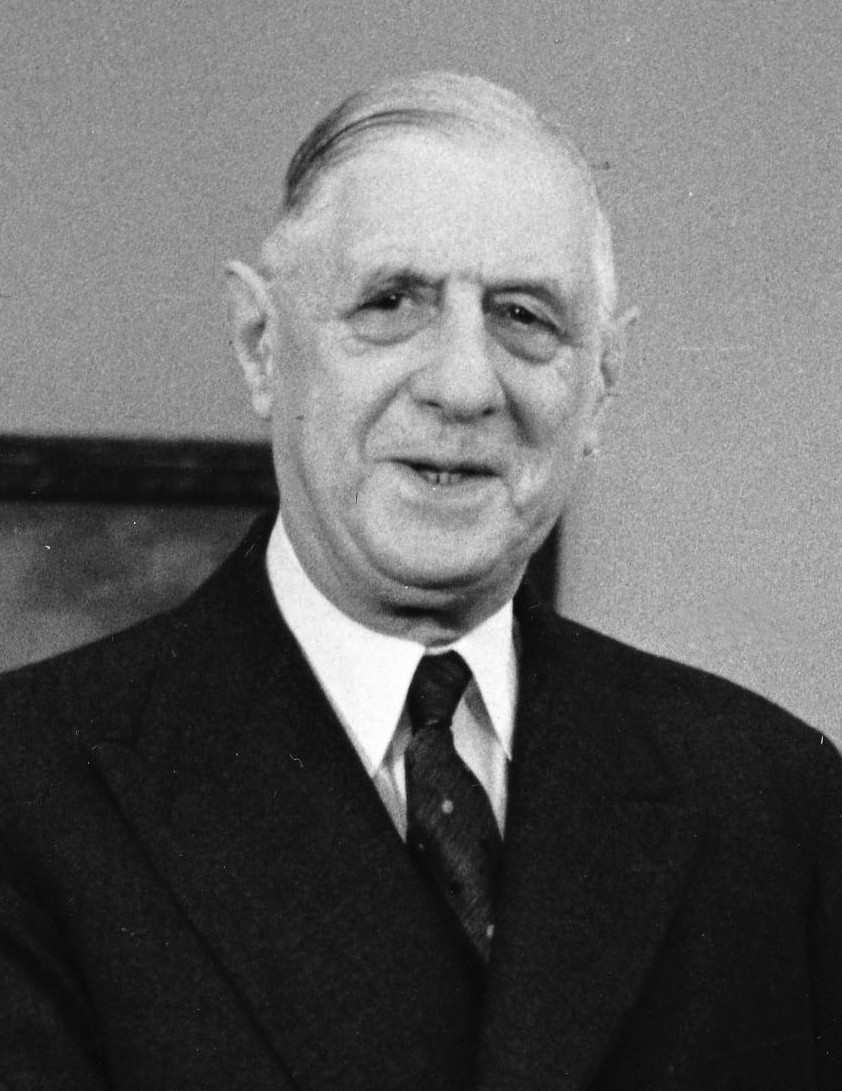
شارل دو گل در ۱۹۶۳.

زنده باد کبک آزاد! (فرانسوی: Vive le Québec libre!‎؛ فرانسوی: [vivᵊ ləkebɛk ˈlibʁᵊ])، عبارت مجادله‌برانگیزی در نطقی بود که شارل دو گل، رئیس‌جمهور فرانسه در ۲۴ ژوئیه، ۱۹۶۷ در جریان سفری رسمی به کانادا به‌منظور شرکت در اکسپوی ۶۷ بیان شد. او در حالی که برای جمعیت زیادی از بالکنی در تالار شهر مونترئال سخنرانی می‌کرد، فریاد زد "زنده باد مونترئال؛ زنده باد کبک !" و سپس با تأکید خاصی بر واژه آزاد افزود "زنده باد کبک آزاد !"
این عبارت دلخواه کبکی‌های حامی حاکمیت ملی کبک بود و استفاده دو گل از آن را به منزلهٔ حمایت او از جنبش خود دانستند. لستر بولز پیرسون، نخست‌وزیر کانادا این سخنرانی را محکوم کرد و گفت «کانادایی‌ها نیاز ندارند آزاد بشوند» و موجب واکنش دیپلماتیک دولت کانادا شد. حتی در فرانسه رسانه‌های فرانسه سخنرانی دو گل را محکوم کردند. پس از چهار دهه هنوز لحظه مهمی در روابط و سیاست کانادایی‌های انگلیسی و فرانسوی است.